# Héctor Baldassi
Héctor Walter Baldassi, né le 5 janvier 1966 à Córdoba, est un arbitre de football international argentin. 
Il commence sa carrière en Championnat d'Argentine de football en 1998 avant de faire ses débuts au niveau international en 2000. Baldassi officie dans de nombreuses compétitions de clubs de la CONMEBOL dont la finale retour de la Copa Libertadores 2008 (avec une performance critique qui a eu un impact direct sur le résultat final du match) et la finale de la Copa Sudamericana 2006, et participe à diverses compétitions internationales telles que la Copa América 2004 et les Jeux olympiques d'été de 2008. Il est sélectionné pour arbitrer les matches de la Coupe du monde de football de 2010 en Afrique du Sud. Le 13 juin 2010 il arbitre le match Serbie - Ghana.